# تانغوي كاريو
تانغوي كاريو (بالفرنسية: Tanguy Cariou)‏ هو متسابق يخت فرنسي، ولد في 21 أبريل 1973.

## وصلات خارجية
- تانغوي كاريو على موقع الاتحاد الدولي للملاحة الشراعية (موقع جديد) (الإنجليزية)
- تانغوي كاريو على موقع الاتحاد الدولي للملاحة الشراعية (موقع قديم) (الإنجليزية)
- تانغوي كاريو على موقع الاتحاد الفرنسي للملاحة الشراعية (الفرنسية)
- تانغوي كاريو على موقع اللجنة الأولمبية الدولية (الإنجليزية)
- تانغوي كاريو على موقع أوليمبيديا (الإنجليزية)